# Vero細胞

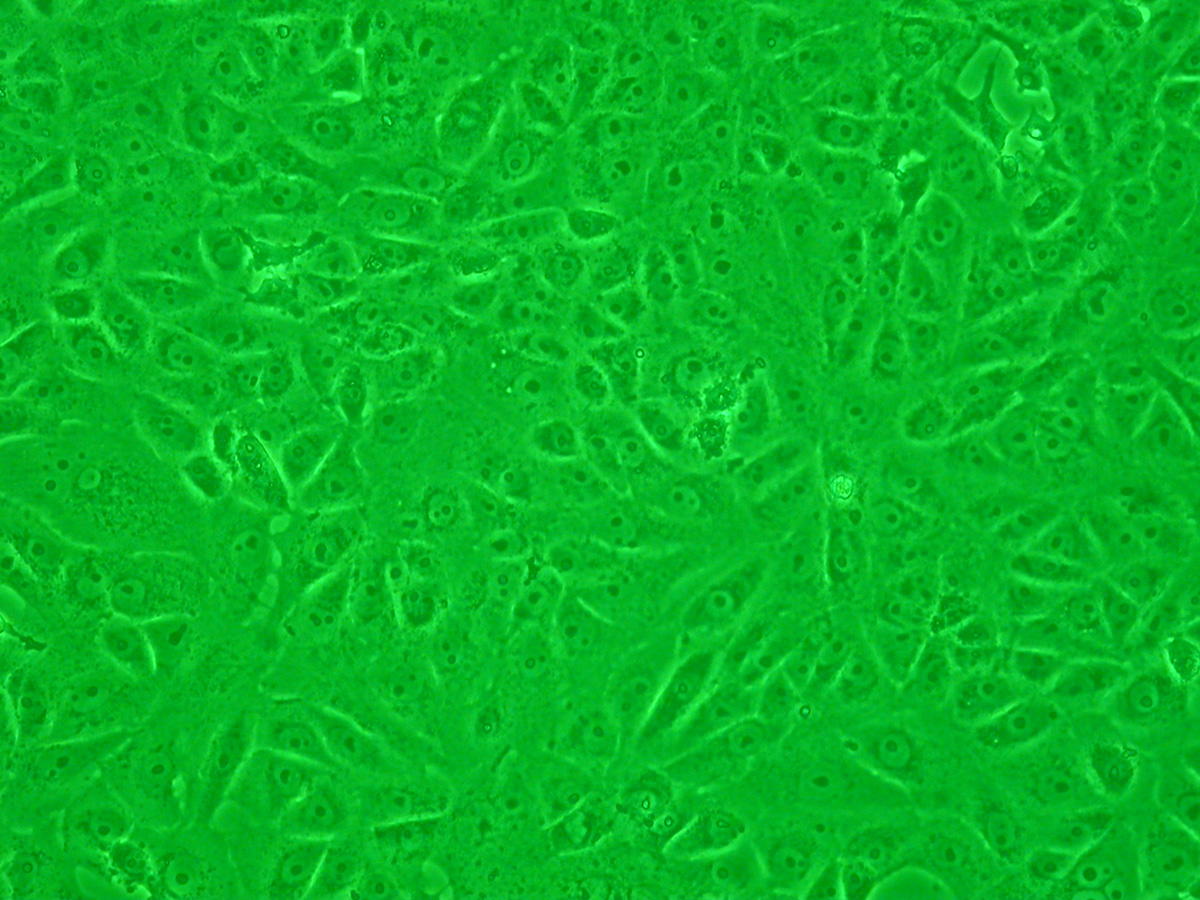
在綠燈下放大了100倍的Vero細胞

Vero細胞亦稱綠猴腎細胞，是一種非整倍性的非洲綠猴（屬名：Chlorocebus）腎細胞系，最初由日本千葉大學的安村美博於1962年3月27日，分離自正常成年非洲綠猴的腎臟上皮細胞。「vero」即「verda reno」的縮寫，其中「verda reno」在世界語中有「綠色的腎臟」的意思，而「vero」則在世界語中表示「真相」 。

## 特徵
Vero細胞是連續的非整倍性細胞系，這意味着它的染色體數目異常，而且已知連續的細胞系可以通過許多分裂週期，不會老化，Vero細胞的干擾素分泌出現缺陷。它們與正常的哺乳動物細胞不同，在被病毒感染時不會分泌干擾素α/β。然而，它們仍然具有干擾素-α/β受體（IFNAR），因此當將重組干擾素添加到其培養基中時，它們仍然可以作出反應。
Sun等合成了五種不同尺寸的草酸鈣（COM）晶體，包括50 nm、200 nm、1 μm、3 μm、10 μm，並且比較這五種尺寸的草酸鈣晶體對Vero細胞的損傷差異。實驗結果表明，COM的尺寸和聚集程度是影響晶體細胞毒性的重要原因，而細胞對晶體的內吞方式與晶體尺寸存在密切的關係。Vero細胞內吞50nm和100 nm的COM晶體主要以網格蛋白介導的途徑，內吞1 μm的COM晶體則主要以巨胞飲（macropinocytosis）的形式進行內吞作用，而Vero細胞難以內吞尺寸更大的微米晶體。
2014年，有日本的研究人員確定Vero細胞的整個基因組序列。Vero細胞的12號染色體具有純合的〜9-Mb缺失，導致基因組中I型干擾素基因簇和細胞週期蛋白依賴性激酶抑製劑CDKN2A和CDKN2B的丟失。儘管非洲綠猴先前被歸類為草原猴（Cercopithecus aethiops），但是它們已經被歸類為綠猴屬（Chlorocebus）。有基因組分析表明，Vero細胞源自雌性綠猴（Chlorocebus sabaeus）。

### 細胞培養
Vero細胞在傳代培養時的生長狀況良好，並且發現細胞膜界線清晰和胞漿透明度較好的現象。Vero細胞的形態較為完整，細胞增殖的速度較快。Vero細胞傳代後的第三天開始形成單層，傳代細胞在第七天形成致密單層，此種致密單層在連續培養第十二天後逐漸老化，細胞在第十六天開始從培養瓶壁上脫落。
Vero細胞在轉瓶後，可以在細胞培養二十四小時後出現貼壁，細胞在培養三天後可以達到相對靜止期，細胞培養的第五天可以長成單層，細胞培養到第十二天時發現其生長致密，而細胞培養至第十四天時則開始出現老化。轉瓶後的細胞生長速度比轉瓶前緩慢，然而單層細胞持續的時間比轉瓶前更持久。進行支原體檢查時未發現有支原體的生長及污染。細胞型分析結果表明Vero 細胞的核型沒有發現明顯的異常之處，而染色體數目也沒有明顯變化。

## 研究用途
Vero細胞可以用於多種研究用途。Vero細胞在建立後不久，就被發現對多種類型的病毒高度敏感，其中包括猿猴空泡病毒40、麻疹病毒、風疹病毒、節足動物攜帶性病毒及腺病毒等。後來被發現也容易感染細菌毒素，包括白喉毒素、不耐熱腸毒素（heat-labile enterotoxins）和志賀氏樣毒素等。
Vero細胞可以篩選大腸埃希氏菌的毒素。在Vero細胞被建立後，這些毒素亦可以稱為「Vero毒素」。由於與痢疾志賀氏菌（Shigella dysenteriae）分離出的志賀氏毒素相似，因此後來被稱為志賀氏樣毒素（Shiga-like toxin）。
Vero細胞又可以作為錐蟲目等真核寄生蟲的宿主細胞。此外，Vero細胞被廣泛應用於病毒感染分子機制研究、疫苗及重組蛋白的生產，世界衛生組織甚至認可其作為疫苗生產細胞系，建議將其作為流感疫苗生產的替代基質。目前已知Vero細胞可以協助生產狂犬病及水貂犬瘟熱等疫苗，而用Vero細胞培養的流感疫苗可以更好地介導人體產生對流感的免疫應答。

### 豬流行性腹瀉病毒
Hofmann等通過在培養基中添加胰蛋白酶，證實豬流行性腹瀉病毒（PEDV）除了能夠在天然宿主的初始靶細胞上增殖外，還可以在Vero細胞中增殖。同時又發現胰蛋白酶對PEDV纖突糖蛋白的切割作用，增強病毒對Vero細胞的感染力。Ye等通過構建穩定表達PEDV ORF3蛋白的Vero細胞，發現ORF3蛋白能夠促進PEDV的增殖。然而有研究顯示不同的結果，例如Chen等發現orf3基因轉譯的提前終止，有利於PEDV適應Vero細胞，並且可以提高其在Vero細胞上的複製能力；而Sun等對非胰蛋白酶依賴PEDV 85-7的Vero細胞的研究表明，PEDV的複製並沒有被orf3基因的突變或轉譯的提前終止顯著影響。另外，Li等構建缺失orf3基因的重組PEDV，發現orf3基因缺失株和攜有全長orf3基因的重組病毒，在Vero細胞上的滴度相同，故而推測orf3基因不影響其在Vero細胞上的增殖。

## 外部連結
- Cellosaurus entry for Vero （页面存档备份，存于）